# Poimenski seznam državnih sekretarjev Republike Slovenije
Poimenski seznam državnih sekretarjev Republike Slovenije.
| Ime                             | Ustanova                                                                      | Mandat                                                                 | Vlada                                        |
| ------------------------------- | ----------------------------------------------------------------------------- | ---------------------------------------------------------------------- | -------------------------------------------- |
| Lidija Apohal-Vučkovič          | Ministrstvo za delo, družino in socialne zadeve Republike Slovenije           | 20. marec 1997 - 15. junij 2000 8. december 2000 - 15. oktober 2004    | 4. vlada 5. vlada 6. vlada 7. vlada          |
| Staša Baloh-Plahutnik           | Ministrstvo za gospodarske dejavnosti Republike Slovenije                     | 11. november 1993 - 30. november 1997                                  | 3. vlada 4. vlada                            |
| Staša Baloh-Plahutnik           | Ministrstvo za malo gospodarstvo in turizem Republike Slovenije               | 1. december 1997 - 19. marec 1998                                      | 4. vlada                                     |
| Staša Baloh-Plahutnik           | Ministrstvo za delo, družino in socialne zadeve Republike Slovenije           | 14. december 2000 - 3. december 2004                                   | 6. vlada 7. vlada                            |
| Nataša Belopavlovič             | Ministrstvo za delo, družino in socialne zadeve Republike Slovenije           | 26. januar 1993 - 15. junij 2000 14. december 2000 - 3. december 2004  | 3. vlada 4. vlada 6. vlada 7. vlada          |
| Miroslav Berger                 | Ministrstvo za delo, družino in socialne zadeve Republike Slovenije           | 14. julij 1994 - 15. junij 2000                                        | 3. vlada 4. vlada 5. vlada                   |
| Bojana Cvahte                   | Ministrstvo za delo, družino in socialne zadeve Republike Slovenije           | 28. marec 1996 - 13. marec 1997                                        | 3. vlada 4. vlada                            |
| Drago Čepar                     | Ministrstvo za delo, družino in socialne zadeve Republike Slovenije           | 16. september 1993 - 13. marec 1997                                    | 3. vlada 4. vlada                            |
| Aleksander Forte                | Ministrstvo za delo, družino in socialne zadeve Republike Slovenije           | 16. junij 2000 - 7. december 2000                                      | 5. vlada 6. vlada                            |
| Helena Kamnar                   | Ministrstvo za delo, družino in socialne zadeve Republike Slovenije           | 31. julij 1997 - 15. junij 2000 1. december 2000 - 3. december 2004    | 4. vlada 5. vlada 6. vlada 7. vlada          |
| Zdenka Kovač                    | Ministrstvo za delo, družino in socialne zadeve Republike Slovenije           | 20. marec 1997 - 15. junij 2000                                        | 4. vlada 5. vlada                            |
| Alenka Kovšca                   | Ministrstvo za delo, družino in socialne zadeve Republike Slovenije           | 8. december 2000 - 30. september 2004                                  | 6. vlada 7. vlada                            |
| Gregor Krajc                    | Urad predsednika Vlade Republike Slovenije                                    | 28. junij 2003 - 3. december 2004                                      | 7. vlada                                     |
| Damjan Lah                      | Ministrstvo za delo, družino in socialne zadeve Republike Slovenije           | 1. marec 1999 - 15. junij 2000                                         | 4. vlada 5. vlada                            |
| Janez Lenarčič                  | Urad predsednika Vlade Republike Slovenije                                    | 24. januar 2002 - 20. avgust 2003                                      | 6. vlada 7. vlada                            |
| Ljubica Maraš                   | Ministrstvo za delo, družino in socialne zadeve Republike Slovenije           | 1. marec 1996 - 20. marec 1997                                         | 3. vlada 4. vlada                            |
| Iztok Mirošič                   | Urad predsednika Vlade Republike Slovenije                                    | 2. oktober 2003 - 15. april 2004                                       | 7. vlada                                     |
| Branko Omerzu                   | Ministrstvo za delo, družino in socialne zadeve Republike Slovenije           | 10. april 1997 - 12. junij 2000 11. oktober 2001 - 3. december 2004    | 4. vlada 5. vlada 6. vlada 7. vlada          |
| Ana Ostrman                     | Ministrstvo za delo, družino in socialne zadeve Republike Slovenije           | 26. januar 1993 - 28. marec 1996                                       | 3. vlada                                     |
| Alojz Pluško                    | Urad predsednika Vlade Republike Slovenije                                    | 15. februar 2001 - 10. maja 2001                                       | 6. vlada                                     |
| Janko Sebastijan Stušek         | Ministrstvo za delo, družino in socialne zadeve Republike Slovenije           | 19. februar 1993 - 28. februar 1999                                    | 3. vlada 4. vlada                            |
| Marko Štrovs                    | Ministrstvo za delo, družino in socialne zadeve Republike Slovenije           | 16. junij 2000 - 7. december 2000                                      | 5. vlada 6. vlada                            |
| Alojz Turk                      | Ministrstvo za delo, družino in socialne zadeve Republike Slovenije           | 16. junij 2000 - 21. december 2000                                     | 5. vlada 6. vlada                            |
| Andrej Vizjak                   | Ministrstvo za delo, družino in socialne zadeve Republike Slovenije           | 16. junij 2000 - 27. oktober 2000                                      | 5. vlada 6. vlada                            |
| France Žnidaršič                | Ministrstvo za delo, družino in socialne zadeve Republike Slovenije           | 21. december 2000 - 21. oktober 2004                                   | 6. vlada 7. vlada                            |
| Sonja Bukovec                   | Ministrstvo za finance Republike Slovenije                                    | 22. junij 2000 - 8. december 2000                                      | 5. vlada 6. vlada                            |
| Milan Martin Cvikl              | Ministrstvo za finance Republike Slovenije                                    | 12. januar 1998 - 22. junij 2000                                       | 4. vlada 5. vlada                            |
| Stanko Debeljak                 | Ministrstvo za finance Republike Slovenije                                    | 26. januar 1993 - 28. februar 1994                                     | 3. vlada                                     |
| Andrej Engelman                 | Ministrstvo za finance Republike Slovenije                                    | 1. avgust 1994 - 11. januar 1998                                       | 3. vlada 4. vlada                            |
| Rasto Hartman                   | Ministrstvo za finance Republike Slovenije                                    | 22. junij 2000 - 31. december 2000                                     | 5. vlada 6. vlada                            |
| Marija Janc                     | Ministrstvo za finance Republike Slovenije                                    | 1. april 1997 - 16. junij 2000                                         | 4. vlada 5. vlada                            |
| Božo Jašovič                    | Ministrstvo za finance Republike Slovenije                                    | 3. junij 1993 - 10. marec 1996                                         | 3. vlada                                     |
| Milojka Kolar                   | Ministrstvo za finance Republike Slovenije                                    | 1. december 1993 - 22. junij 2000 16. januar 2003 - 3. december 2004   | 3. vlada 4. vlada 5. vlada 7. vlada 8. vlada |
| Darko Končan                    | Ministrstvo za finance Republike Slovenije                                    | 22. december 2000 - 16. januar 2003                                    | 6. vlada 7. vlada                            |
| Tomaž Košir                     | Ministrstvo za finance Republike Slovenije                                    | 4. februar 1993 - 15. julij 1993                                       | 3. vlada                                     |
| Boris Kovačič                   | Ministrstvo za finance Republike Slovenije                                    | 15. marec 1994 - 15. februar 1997                                      | 3. vlada                                     |
| Igor Kušar                      | Ministrstvo za finance Republike Slovenije                                    | 1. maj 2001 - 30. junij 2002                                           | 6. vlada                                     |
| Romana Logar                    | Ministrstvo za finance Republike Slovenije                                    | 22. junij 2000 - 8. december 2000                                      | 5. vlada 6. vlada                            |
| Cecilija Možič                  | Ministrstvo za finance Republike Slovenije                                    | 1. marec 1996 - 31. marec 1997                                         | 3. vlada                                     |
| Anton Pengov                    | Ministrstvo za finance Republike Slovenije                                    | 15. julij 1993 - 18. november 1993                                     | 3. vlada                                     |
| Zdravko Praznik                 | Ministrstvo za finance Republike Slovenije                                    | 1. september 1997 - 22. junij 2000                                     | 4. vlada 5. vlada                            |
| Valter Reščič                   | Ministrstvo za finance Republike Slovenije                                    | 15. julij 1995 - 8. december 2000                                      | 3. vlada 4. vlada 5. vlada                   |
| Andrej Simonič                  | Ministrstvo za finance Republike Slovenije                                    | 1. maj 1996 - 31. marec 2000                                           | 3. vlada 4. vlada                            |
| Sibil Svilan                    | Ministrstvo za finance Republike Slovenije                                    | 1. junij 2002 - 3. december 2004                                       | 6. vlada 7. vlada                            |
| Darko Tolar                     | Ministrstvo za finance Republike Slovenije                                    | 15. februar 2001 - 31. maj 2002                                        | 6. vlada                                     |
| Anton Žunič                     | Ministrstvo za finance Republike Slovenije                                    | 16. maj 2002 - 3. september 2004                                       | 6. vlada 7. vlada                            |
| Boštjan Antončič                | Ministrstvo za gospodarske dejavnosti Republike Slovenije                     | 18. junij 2001 - 1. maj 2002                                           | 6. vlada                                     |
| Marjan Dvornik                  | Ministrstvu za promet in zveze Republike Slovenije                            | 11. februar 1993 - 20. marec 1997                                      | 3. vlada                                     |
| Ivo Banič                       | Ministrstvo za gospodarske dejavnosti Republike Slovenije                     | 19. februar 1993 - 1. februar 1995                                     | 3. vlada                                     |
| Vlado Dimovski                  | Ministrstvo za gospodarske dejavnosti Republike Slovenije                     | 1. februar 1995 - 20. marec 1997                                       | 3. vlada 4. vlada                            |
| Irena Dobravc-Tatalovič         | Ministrstvo za gospodarske dejavnosti Republike Slovenije                     | 4. februar 1999 - 22. april 1999                                       | 4. vlada                                     |
| Robert Golob                    | Ministrstvo za gospodarske dejavnosti Republike Slovenije                     | 17. maj 1999 - 19. junij 2000                                          | 4. vlada 5. vlada                            |
| Irma Gubanec                    | Ministrstvo za gospodarske dejavnosti Republike Slovenije                     | 1. november 1999 - 19. junij 2000                                      | 4. vlada 5. vlada                            |
| Marjan Jakič                    | Ministrstvo za gospodarske dejavnosti Republike Slovenije                     | 8. april 1993 - 30. april 1995                                         | 4. vlada                                     |
| Alojz Kovše                     | Ministrstvo za gospodarske dejavnosti Republike Slovenije                     | 1. april 1997 - 1. julij 1999                                          | 4. vlada                                     |
| Severin Maffi                   | Ministrstvo za gospodarske dejavnosti Republike Slovenije                     | 20. junij 2000 - 8. december 2000                                      | 5. vlada 6. vlada                            |
| Mateja Mešl                     | Ministrstvo za gospodarske dejavnosti Republike Slovenije                     | 8. december 2000 - 25. januar 2001                                     | 6. vlada                                     |
| Mateja Mešl                     | Ministrstvo za gospodarstvo Republike Slovenije                               | 25. januar 2001 - 23. maj 2004                                         | 6. vlada 7. vlada                            |
| Boris Sovič                     | Ministrstvo za gospodarske dejavnosti Republike Slovenije                     | 19. februar 1993 - 20. marec 1997                                      | 3. vlada 4. vlada                            |
| Bojan Starman                   | Ministrstvo za gospodarske dejavnosti Republike Slovenije                     | 15. junij 2000 - 14. december 2000                                     | 5. vlada 6. vlada                            |
| Boris Šuštar                    | Ministrstvo za gospodarske dejavnosti Republike Slovenije                     | 15. marec 1997 - 16. november 2000                                     | 4. vlada                                     |
| Jolanda Veršič-Žabjek           | Ministrstvo za gospodarske dejavnosti Republike Slovenije                     | 1. junij 1997 - 4. februar 1999                                        | 4. vlada                                     |
| Peter Vesenjak                  | Ministrstvo za gospodarske dejavnosti Republike Slovenije                     | 1. maj 1995 - 13. november 1997                                        | 3. vlada 4. vlada                            |
| Renata Vitez                    | Ministrstvo za gospodarske dejavnosti Republike Slovenije                     | 22. april 1999 - 19. junij 2000                                        | 4. vlada 5. vlada                            |
| Renata Vitez                    | Ministrstvo za ekonomske odnose in razvoj Republike Slovenije                 | 8. december 2000 - 25. januar 2001                                     | 6. vlada                                     |
| Renata Vitez                    | Ministrstvo za gospodarstvo Republike Slovenije                               | 25. januar 2001 - 3. december 2004                                     | 6. vlada 7. vlada                            |
| Anton Grabeljšek                | Ministrstvo za ekonomske odnose in razvoj Republike Slovenije                 | 20. marec 1997 - 8. december 2000                                      | 4. vlada 5. vlada 6. vlada                   |
| Rado Klančar                    | Ministrstvo za ekonomske odnose in razvoj Republike Slovenije                 | 23. oktober 1997 - 15. junij 2000                                      | 4. vlada 5. vlada                            |
| Edo Pirkmajer                   | Ministrstvo za ekonomske odnose in razvoj Republike Slovenije                 | 15. marec 1996 - 31. avgust 2001                                       | 3. vlada 4. vlada 5. vlada 6. vlada          |
| Anton Rop                       | Ministrstvo za ekonomske odnose in razvoj Republike Slovenije                 | 26. januar 1993 - 15. junij 2000                                       | 3. vlada 4. vlada 5. vlada                   |
| Igor Strmšnik                   | Ministrstvo za ekonomske odnose in razvoj Republike Slovenije                 | 16. junij 2000 - 25. januar 2001                                       | 5. vlada 6. vlada                            |
| Igor Strmšnik                   | Ministrstvo za gospodarstvo Republike Slovenije                               | 25. januar 2001 - 16. januar 2003                                      | 6. vlada 7. vlada                            |
| Davor Valentinčič               | Ministrstvo za ekonomske odnose in razvoj Republike Slovenije                 | 26. januar 1993 - 20. marec 1997                                       | 3. vlada 4. vlada                            |
| Matjaž Logar                    | Ministrstvo za gospodarstvo Republike Slovenije                               | 1. februar 2003 - 3. december 2004                                     | 7. vlada                                     |
| Janez Trček                     | Ministrstvo za gospodarstvo Republike Slovenije                               | 6. september 2001 - 10. september 2004                                 | 6. vlada 7. vlada                            |
| Jože Smole                      | Ministrstvo za malo gospodarstvo in turizem Republike Slovenije               | 29. januar 1998 - 15. marec 2000                                       | 4. vlada                                     |
| Tomaž Zajc                      | Ministrstvo za malo gospodarstvo in turizem Republike Slovenije               | 10. november 1997 - 19. junij 2000                                     | 4. vlada 5. vlada                            |
| Maja Tomanič-Vidovič            | Ministrstvo za malo gospodarstvo in turizem Republike Slovenije               | 16. marec 2000 - 13. december 2000                                     | 4. vlada 5. vlada 6. vlada                   |
| Franc But                       | Ministrstvo za kmetijstvo, gozdarstvo in prehrano Republike Slovenije         | 20. marec 1997 - 31. oktober 2000                                      | 4. vlada 5. vlada                            |
| Vida Čadonič Špelič             | Ministrstvo za kmetijstvo, gozdarstvo in prehrano Republike Slovenije         | 8. december 2000 - 31. avgust 2004                                     | 5. vlada 6. vlada 7. vlada                   |
| Franc Ferlin                    | Ministrstvo za kmetijstvo, gozdarstvo in prehrano Republike Slovenije         | 15. marec 1993 - 3. april 1997                                         | 3. vlada 4. vlada                            |
| Martin Jaklič                   | Ministrstvo za kmetijstvo, gozdarstvo in prehrano Republike Slovenije         | 6. julij 2000 - 31. november 2000                                      | 5. vlada 6. vlada                            |
| Iztok Jarc                      | Ministrstvo za kmetijstvo, gozdarstvo in prehrano Republike Slovenije         | 1. januar 2001 - 8. avgust 2004                                        | 6. vlada 7. vlada                            |
| Matjaž Kočar                    | Ministrstvo za kmetijstvo, gozdarstvo in prehrano Republike Slovenije         | 27. marec 1997 - 14. marec 1999                                        | 4. vlada                                     |
| Marija Markeš                   | Ministrstvo za kmetijstvo, gozdarstvo in prehrano Republike Slovenije         | 13. maj 2004 - 3. december 2004                                        | 7. vlada                                     |
| Maksimiljan Mohorič             | Ministrstvo za kmetijstvo, gozdarstvo in prehrano Republike Slovenije         | 20. marec 1997 - 31. oktober 2000                                      | 4. vlada 5. vlada                            |
| Ivan Obal                       | Ministrstvo za kmetijstvo, gozdarstvo in prehrano Republike Slovenije         | 1. marec 1993 - 31. marec 1997 1. oktober 2003 - 14. maj 2004          | 3. vlada 4. vlada 7. vlada                   |
| Franc Potočnik                  | Ministrstvo za kmetijstvo, gozdarstvo in prehrano Republike Slovenije         | 1. januar 2001 - 14. maj 2004                                          | 6. vlada 7. vlada                            |
| Darko Simončič                  | Ministrstvo za kmetijstvo, gozdarstvo in prehrano Republike Slovenije         | 1. januar 2001 - 30. september 2003                                    | 6. vlada 7. vlada                            |
| Jože Sterle                     | Ministrstvo za kmetijstvo, gozdarstvo in prehrano Republike Slovenije         | 1. januar 2001 - 3. december 2004                                      | 6. vlada 7. vlada                            |
| Anton Svetlin                   | Ministrstvo za kmetijstvo, gozdarstvo in prehrano Republike Slovenije         | 16. marec 1999 - 31. oktober 2000                                      | 4. vlada 5. vlada                            |
| Alenka Urbančič                 | Ministrstvo za kmetijstvo, gozdarstvo in prehrano Republike Slovenije         | 1. april 1993 - 31. marec 1997                                         | 3. vlada 4. vlada                            |
| Ciril Baškovič                  | Ministrstvo za kulturo Republike Slovenije                                    | 15. december 2000 - 3. december 2004                                   | 6. vlada                                     |
| Silvester Gaberšček             | Ministrstvo za kulturo Republike Slovenije                                    | 23. februar 1996 - 14. december 2000                                   | 3. vlada 4. vlada 5. vlada 6. vlada          |
| Jože Osterman                   | Ministrstvo za kulturo Republike Slovenije                                    | 19. februar 1993 - 23. februar 1996                                    | 3. vlada                                     |
| Ivan Pal                        | Ministrstvo za kulturo Republike Slovenije                                    | 16. junij 2000 - 14. december 2000                                     | 5. vlada 6. vlada                            |
| Vojko Stopar                    | Ministrstvo za kulturo Republike Slovenije                                    | 1. maj 2002 - 3. december 2004                                         | 6. vlada 7. vlada                            |
| Majda Širca                     | Ministrstvo za kulturo Republike Slovenije                                    | 20. marec 1997 - 15. junij 2000                                        | 4. vlada 5. vlada                            |
| Božidar Zorko                   | Ministrstvo za kulturo Republike Slovenije                                    | 15. december 2000 - 11. april 2002                                     | 6. vlada                                     |
| Karl Erjavec                    | Ministrstvo za pravosodje Republike Slovenije                                 | 21. december 2000 - 3. december 2004                                   | 6. vlada 7. vlada                            |
| Hinko Jenull                    | Ministrstvo za pravosodje Republike Slovenije                                 | 21. december 2000 - 20. november 2003                                  | 6. vlada 7. vlada                            |
| Nives Marinšek                  | Ministrstvo za pravosodje Republike Slovenije                                 | 1. avgust 1997 - 13. september 2000                                    | 4. vlada 5. vlada                            |
| Marko Starman                   | Ministrstvo za pravosodje Republike Slovenije                                 | 15. junij 2000 - 3. december 2004                                      | 5. vlada 6. vlada 7. vlada                   |
| Bojan Šrot                      | Ministrstvo za pravosodje Republike Slovenije                                 | 1. maj 1997 - 30. september 1998                                       | 4. vlada                                     |
| Jože Tratnik                    | Ministrstvo za pravosodje Republike Slovenije                                 | 26. januar 1993 - 10. april 1997                                       | 3. vlada 4. vlada                            |
| Tomaž Kalin                     | Ministrstvo za informacijsko družbo Republike Slovenije                       | 25. januar 2001 - 12. september 2002                                   | 6. vlada                                     |
| József Györkös                  | Ministrstvo za informacijsko družbo Republike Slovenije                       | 25. januar 2001 - 3. december 2004                                     | 6. vlada 7. vlada                            |
| Bojan Boštjančič                | Ministrstvo za informacijsko družbo Republike Slovenije                       | 12. september 2002 - 30. april 2003                                    | 6. vlada 7. vlada                            |
| Bojan Babič                     | Ministrstvo za promet Republike Slovenije                                     | 3. marec 2003 - 3. december 2004                                       | 7. vlada                                     |
| Aldo Babič                      | Ministrstvo za promet in zveze Republike Slovenije                            | 17. april 1997 - 21. maj 1998                                          | 4. vlada                                     |
| Adam Gruenfeld                  | Ministrstvo za promet in zveze Republike Slovenije                            | 16. december 1999 - 29. junij 2000                                     | 4. vlada 5. vlada                            |
| Slavko Hanžel                   | Ministrstvo za promet in zveze Republike Slovenije                            | 26. januar 1993 - 16. december 2001                                    | 3. vlada 4. vlada 5. vlada 6. vlada          |
| Tomaž Kalin                     | Ministrstvo za promet in zveze Republike Slovenije                            | 21. december 2000 - 11. januar 2001                                    | 6. vlada                                     |
| Tomaž Kalin                     | Ministrstvo za promet Republike Slovenije                                     | 11. januar 2001 - 25. januar 2001                                      | 6. vlada                                     |
| Matjaž Knez                     | Ministrstvo za promet Republike Slovenije                                     | 17. december 2001 - 6. maj 2004                                        | 6. vlada 7. vlada                            |
| Alojzij Krapež                  | Ministrstvo za promet in zveze Republike Slovenije                            | 20. marec 1997 - 13. marec 1998                                        | 4. vlada                                     |
| Brane Lučovnik                  | Ministrstvo za promet in zveze Republike Slovenije (za letalstvo)             | 2. julij 1998 - 31. julij 2000                                         | 4. vlada 5. vlada                            |
| Branko Mahne                    | Ministrstvo za promet Republike Slovenije                                     | 1. julij 2001 - 6. maj 2004                                            | 6. vlada 7. vlada                            |
| Marjana Novak                   | Ministrstvo za promet in zveze Republike Slovenije                            | 23. februar 1995 - 17. april 1997                                      | 3. vlada 4. vlada                            |
| Peter Pengal                    | Ministrstvo za promet in zveze Republike Slovenije                            | 21. december 2000 - 27. marec 2003                                     | 6. vlada 7. vlada                            |
| Stanko Perpar                   | Ministrstvo za promet in zveze Republike Slovenije                            | 10. junij 1993 - 20. marec 1997                                        | 3. vlada 4. vlada                            |
| Žarko Pregelj                   | Ministrstvo za promet in zveze Republike Slovenije                            | 20. marec 1997 - 5. julij 2001                                         | 4. vlada 5. vlada 6. vlada                   |
| Eduard Roškar                   | Ministrstvo za promet in zveze Republike Slovenije (za pomorstvo)             | 2. julij 1998 - 1. julij 2001                                          | 4. vlada 5. vlada 6. vlada                   |
| Miro Rozman                     | Ministrstvo za promet in zveze Republike Slovenije                            | 20. marec 1997 - 21. december 2000                                     | 4. vlada 5. vlada 6. vlada                   |
| Anton Šajna                     | Ministrstvo za promet Republike Slovenije                                     | 1. februar 2001 - 11. julij 2002                                       | 6. vlada                                     |
| Miha Šorn                       | Ministrstvo za promet Republike Slovenije                                     | 7. januar 2002 - 2. marec 2003                                         | 7. vlada                                     |
| Peter Verlič                    | Ministrstvo za promet in zveze Republike Slovenije                            | 22. junij 2000 - 14. december 2000                                     | 5. vlada 6. vlada                            |
| Tomaž Vidic                     | Ministrstvo za promet Republike Slovenije                                     | 11. julij 2002 - 3. december 2004                                      | 6. vlada 7. vlada                            |
| Igor Zajec                      | Ministrstvo za promet in zveze Republike Slovenije                            | 17. april 1997 - 4. avgust 1999                                        | 4. vlada                                     |
| Boris Živec                     | Ministrstvo za promet Republike Slovenije                                     | 27. marec 2003 - ?                                                     | 7. vlada                                     |
| Elido Bandelj                   | Ministrstvo za šolstvo, znanost in šport Republike Slovenije                  | 16. januar 2003 - 3. december 2004                                     | 7. vlada                                     |
| Drago Balent                    | Ministrstvo za šolstvo, znanost in šport Republike Slovenije                  | 11. januar 2001 - 30. september 2001                                   | 6. vlada                                     |
| Andreja Barle Lakota            | Ministrstvo za šolstvo, znanost in šport Republike Slovenije                  | 15. april 2002 - 11. december 2002                                     | 6. vlada                                     |
| Jakob Bernarik                  | Ministrstvo za šolstvo, znanost in šport Republike Slovenije                  | 25. oktober 2001 - 3. december 2004                                    | 6. vlada 7. vlada                            |
| Judita Kežman Počkaj            | Ministrstvo za šolstvo, znanost in šport Republike Slovenije                  | 25. oktober 2001 - 3. december 2004                                    | 6. vlada 7. vlada                            |
| Lučka Lorber                    | Ministrstvo za šolstvo, znanost in šport Republike Slovenije                  | 20. februar 2003 - 3. december 2004                                    | 7. vlada                                     |
| Stane Pejovnik                  | Ministrstvo za šolstvo, znanost in šport Republike Slovenije                  | 14. december 2000 - 27. januar 2003                                    | 6. vlada 7. vlada                            |
| Zoran Stančič                   | Ministrstvo za šolstvo, znanost in šport Republike Slovenije                  | 13. januar 2001 - 31. oktober 2004                                     | 6. vlada 7. vlada                            |
| Herman Tomažič                  | Ministrstvo za šolstvo, znanost in šport Republike Slovenije                  | 15. marec 2001 - 3. december 2004                                      | 6. vlada 7. vlada                            |
| Mirko Zorman                    | Ministrstvo za šolstvo, znanost in šport Republike Slovenije                  | 13. januar 2001 - 19. december 2002                                    | 6. vlada                                     |
| Duša Krnel Umek                 | Ministrstvo za šolstvo, znanost in šport Republike Slovenije                  | 19. junij 2000 - 1. december 2000                                      | 5. vlada 6. vlada                            |
| Angelca Likovič                 | Ministrstvo za šolstvo, znanost in šport Republike Slovenije                  | 16. junij 2000 - 1. december 2000                                      | 5. vlada 6. vlada                            |
| Zdenko Medveš                   | Ministrstvo za šolstvo, znanost in šport Republike Slovenije                  | 15. avgust 1999 - 15. junij 2000                                       | 4. vlada 5. vlada                            |
| Slavica Navinšek                | Ministrstvo za šolstvo, znanost in šport Republike Slovenije                  | 19. oktober 2000 - 1. december 2000                                    | 5. vlada 6. vlada                            |
| Alojz Pluško                    | Ministrstvo za šolstvo, znanost in šport Republike Slovenije                  | 20. marec 1997 - 15. junij 2000 10. maj 2001 - 14. april 2002          | 4. vlada 5. vlada 6. vlada                   |
| Janko Strel                     | Ministrstvo za šolstvo, znanost in šport Republike Slovenije                  | 3. november 1994 - 15. junij 2000                                      | 3. vlada 4. vlada 5. vlada                   |
| Alenka Taštanoska               | Ministrstvo za šolstvo, znanost in šport Republike Slovenije                  | 1. avgust 1999 - 15. junij 2000                                        | 4. vlada 5. vlada                            |
| Terezija Valenčič               | Ministrstvo za šolstvo, znanost in šport Republike Slovenije                  | 26. januar 1993 - 31. julij 1999                                       | 2. vlada 3. vlada 4. vlada                   |
| Aleks Leo Vest                  | Ministrstvo za šolstvo, znanost in šport Republike Slovenije                  | 16. junij 2000 - 1. december 2000                                      | 5. vlada 6. vlada                            |
| Matevž Vrčko                    | Ministrstvo za šolstvo, znanost in šport Republike Slovenije                  | 20. marec 1997 - 31. december 2000                                     | 4. vlada 5. vlada 6. vlada                   |
| Pavle Zgaga                     | Ministrstvo za šolstvo, znanost in šport Republike Slovenije                  | 26. januar 1993 - 29. julij 1999                                       | 3. vlada 4. vlada                            |
| Mirko Zorman                    | Ministrstvo za šolstvo, znanost in šport Republike Slovenije                  | 8. december 2000 - 12. januar 2001                                     | 6. vlada                                     |
| Dušan Blaganje                  | Ministrstvo za okolje, prostor in energijo Republike Slovenije (za prostor)   | 1. marec 1993 - 16. junij 2000                                         | 3. vlada 4. vlada 5. vlada                   |
| Robert Golob                    | Ministrstvo za okolje, prostor in energijo Republike Slovenije                | 10. maj 2001 - 15. september 2002                                      | 6. vlada 7. vlada                            |
| Niko Jurca                      | Ministrstvo za okolje, prostor in energijo Republike Slovenije                | 15. junij 2000 - 8. december 2000                                      | 5. vlada 6. vlada                            |
| Tomaž Kancler                   | Ministrstvo za okolje, prostor in energijo Republike Slovenije                | 25. januar 2001 - 31. avgust 2001                                      | 6. vlada                                     |
| Jože Novak                      | Ministrstvo za okolje, prostor in energijo Republike Slovenije                | 1. september 2001 - 26. julij 2004                                     | 6. vlada 7. vlada                            |
| Marko Slokar                    | Ministrstvo za okolje, prostor in energijo Republike Slovenije                | 4. avgust 1994 - 31. oktober 2004                                      | 3. vlada 4. vlada 5. vlada 6. vlada 7. vlada |
| Margareta Srebotnjak Borsellino | Ministrstvo za okolje, prostor in energijo Republike Slovenije                | 15. junij 2000 - 1. november 2000                                      | 5. vlada                                     |
| Franci Steinman                 | Ministrstvo za okolje, prostor in energijo Republike Slovenije                | 24. julij 1997 - 31. marec 2000                                        | 4. vlada                                     |
| Jernej Stritih                  | Ministrstvo za okolje, prostor in energijo Republike Slovenije                | 1. marec 1993 - 30. junij 1994                                         | 3. vlada                                     |
| Radovan Tavzes                  | Ministrstvo za okolje, prostor in energijo Republike Slovenije                | 25. marec 1993 - 16. junij 2000 8. december 2000 - 22. avgust 2004     | 3. vlada 4. vlada 5. vlada 6. vlada 7. vlada |
| Marjan Vezjak                   | Ministrstvo za okolje, prostor in energijo Republike Slovenije                | 15. junij 2000 - 26. oktober 2000                                      | 5. vlada                                     |
| Djordje Žebeljan                | Ministrstvo za okolje, prostor in energijo Republike Slovenije                | 16. september 2002 - 14. avgust 2004                                   | 6. vlada 7. vlada                            |
| Franc Cukjati                   | Ministrstvo za zdravje Republike Slovenije                                    | 15. junij 2000 - 27. oktober 2000                                      | 5. vlada                                     |
| Dorijan Marušič                 | Ministrstvo za zdravje Republike Slovenije                                    | 14. december 2000 - 3. december 2004                                   | 6. vlada 7. vlada                            |
| Jožica Maučec Zakotnik          | Ministrstvo za zdravje Republike Slovenije                                    | 8. december 2000 - 3. december 2004                                    | 6. vlada 7. vlada                            |
| Dunja Piškur-Kosmač             | Ministrstvo za zdravje Republike Slovenije                                    | 8. december 2000 - 3. december 2004                                    | 6. vlada 7. vlada                            |
| Janez Zajec                     | Ministrstvo za zdravje Republike Slovenije                                    | 1. december 1993 - 8. december 2000                                    | 3. vlada 4. vlada 5. vlada 6. vlada          |
| Cene Bavec                      | Ministrstvo za znanost in tehnologijo Republike Slovenije                     | 2. julij 1998 - 6. december 2000                                       | 4. vlada 5. vlada 6. vlada                   |
| Ciril Baškovič                  | Ministrstvo za znanost in tehnologijo Republike Slovenije                     | 14. maj 1992 - 13. marec 1997                                          | 2. vlada 3. vlada 4. vlada                   |
| Franci Demšar                   | Ministrstvo za znanost in tehnologijo Republike Slovenije                     | 20. marec 1997 - 4. februar 1999                                       | 4. vlada                                     |
| Rado Genorio                    | Ministrstvo za znanost in tehnologijo Republike Slovenije                     | 5. marec 1993 - 28. marec 1996                                         | 3. vlada                                     |
| Anton Jeglič                    | Ministrstvo za znanost in tehnologijo Republike Slovenije                     | 15. junij 2000 - 6. december 2000                                      | 5. vlada 6. vlada                            |
| Janez Slak                      | Ministrstvo za znanost in tehnologijo Republike Slovenije                     | 25. februar 1999 - 15. junij 2000                                      | 4. vlada 5. vlada                            |
| Zoran Stančič                   | Ministrstvo za znanost in tehnologijo Republike Slovenije                     | 14. december 2000 - 12. januar 2001                                    | 6. vlada                                     |
| Verica Trstenjak                | Ministrstvo za znanost in tehnologijo Republike Slovenije                     | 1. marec 1996 - 8. junij 2000                                          | 3. vlada 4. vlada 5. vlada                   |
| Peter Volasko                   | Ministrstvo za znanost in tehnologijo Republike Slovenije                     | 1. marec 1996 - 20. marec 1997                                         | 3. vlada 4. vlada                            |
| Mitja Drobnič                   | Ministrstvo za zunanje zadeve Republike Slovenije                             | 16. junij 2000 - 1. december 2000                                      | 5. vlada 6. vlada                            |
| Ignac Golob                     | Ministrstvo za zunanje zadeve Republike Slovenije                             | 15. februar 1993 - 13. marec 1997 1. december 2000 - 12. november 2002 | 3. vlada 4. vlada 6. vlada                   |
| Juri Franco                     | Ministrstvo za zunanje zadeve Republike Slovenije                             | 1. december 1997 - 10. februar 2000                                    | 4. vlada                                     |
| Mihaela Logar                   | Ministrstvo za zunanje zadeve Republike Slovenije                             | 15. junij 1997 - 19. junij 2000                                        | 4. vlada 5. vlada                            |
| Andrej Logar                    | Urad Vlade Republike Slovenije za Slovence v zamejstvu in po svetu            | 1. oktober 2003 - 3. december 2004                                     | 7. vlada                                     |
| Iztok Mirošič                   | Ministrstvo za zunanje zadeve Republike Slovenije                             | 1. januar 2003 - 2. oktober 2003                                       | 7. vlada                                     |
| Ernest Petrič                   | Ministrstvo za zunanje zadeve Republike Slovenije                             | 1. november 1997 - 8. maj 2000                                         | 4. vlada                                     |
| Zorko Pelikan                   | Ministrstvo za zunanje zadeve Republike Slovenije                             | 19. junij 2000 - 1. december 2000                                      | 5. vlada 6. vlada                            |
| Miha Pogačnik                   | Ministrstvo za zunanje zadeve Republike Slovenije                             | 3. maj 2000 - 15. junij 2000 1. december 2000 - 31. december 2000      | 4. vlada 5. vlada 6. vlada                   |
| Iztok Simoniti                  | Ministrstvo za zunanje zadeve Republike Slovenije                             | 15. februar 2001 - 23. december 2002                                   | 6. vlada 7. vlada                            |
| Črtomir Špacapan                | Ministrstvo za zunanje zadeve Republike Slovenije                             | 24. december 2002 - 31. avgust 2003                                    | 7. vlada                                     |
| Magdalena Tovornik              | Ministrstvo za zunanje zadeve Republike Slovenije                             | 14. december 2000 - 1. marec 2001                                      | 6. vlada                                     |
| Ivo Vajgl                       | Ministrstvo za zunanje zadeve Republike Slovenije                             | 15. september 1996 - 6. maj 1998                                       | 3. vlada 4. vlada                            |
| Peter Ferdinand Vencelj         | Ministrstvo za zunanje zadeve Republike Slovenije                             | 15. marec 2000 - 15. junij 2000                                        | 4. vlada 5. vlada                            |
| Samuel Žbogar                   | Ministrstvo za zunanje zadeve Republike Slovenije                             | 5. marec 2001 - 23. avgust 2004                                        | 6. vlada 7. vlada                            |
| Bogomil Brvar                   | Ministrstvo za notranje zadeve Republike Slovenije                            | 26. januar 1993 - 8. november 1993                                     | 3. vlada                                     |
| Bojan Bugarič                   | Ministrstvo za notranje zadeve Republike Slovenije                            | 14. december 2000 - 31. maj 2004                                       | 6. vlada 7. vlada                            |
| Slavko Debelak                  | Ministrstvo za notranje zadeve Republike Slovenije                            | 1. oktober 1994 - 26. julij 2000                                       | 3. vlada 4. vlada 5. vlada                   |
| Vinko Gorenak                   | Ministrstvo za notranje zadeve Republike Slovenije                            | 16. junij 2000 - 14. december 2000                                     | 5. vlada 6. vlada                            |
| Marija Janc                     | Ministrstvo za notranje zadeve Republike Slovenije                            | 1. oktober 1995 - 13. marec 1997                                       | 3. vlada 4. vlada                            |
| Borut Likar                     | Ministrstvo za notranje zadeve Republike Slovenije                            | 9. november 1993 - 29. julij 1998                                      | 3. vlada 4. vlada                            |
| Miha Molan                      | Ministrstvo za notranje zadeve Republike Slovenije                            | 28. december 2000 - 2. november 2004                                   | 6. vlada 7. vlada                            |
| Astrid Prašnikar                | Ministrstvo za notranje zadeve Republike Slovenije                            | 14. december 2000 - 3. december 2004                                   | 6. vlada 7. vlada                            |
| Darko Škrlj                     | Ministrstvo za notranje zadeve Republike Slovenije                            | 12. april 1999 - 15. junij 2000                                        | 4. vlada 5. vlada                            |
| Andrej Šter                     | Ministrstvo za notranje zadeve Republike Slovenije                            | 11. februar 1993 - 7. junij 1994                                       | 3. vlada                                     |
| Gorazd Trpin                    | Ministrstvo za notranje zadeve Republike Slovenije                            | 5. junij 1997 - 15. junij 2000                                         | 4. vlada 5. vlada                            |
| Gregor Virant                   | Ministrstvo za notranje zadeve Republike Slovenije                            | 16. junij 2000 - 6. september 2004                                     | 4. vlada 5. vlada 6. vlada                   |
| Miran Bogataj                   | Ministrstvo za obrambo Republike Slovenije                                    | 1. marec 1995 - 20. marec 1997                                         | 3. vlada 4. vlada                            |
| Tomaž Čas                       | Ministrstvo za obrambo Republike Slovenije                                    | 8. december 2000 - 22. november 2004                                   | 6. vlada 7. vlada                            |
| Janko Deželak                   | Ministrstvo za obrambo Republike Slovenije                                    | 14. december 2000 - 3. december 2004                                   | 6. vlada 7. vlada                            |
| Teodor Geršak                   | Ministrstvo za obrambo Republike Slovenije                                    | 20. marec 1997 - 2. april 1998                                         | 4. vlada                                     |
| Albin Gutman                    | Ministrstvo za obrambo Republike Slovenije                                    | 26. januar 1993 - 15. maj 1993                                         | 3. vlada                                     |
| Milan Jazbec                    | Ministrstvo za obrambo Republike Slovenije                                    | 8. december 2000 - 31. oktober 2004                                    | 6. vlada 7. vlada                            |
| Srečko Kokalj                   | Ministrstvo za obrambo Republike Slovenije                                    | 1. junij 1997 - 2. april 1998                                          | 4. vlada                                     |
| Bogdan Koprivnikar              | Ministrstvo za obrambo Republike Slovenije                                    | 9. april 1998 - 19. junij 2000                                         | 4. vlada 5. vlada                            |
| Ladislav Lipič                  | Ministrstvo za obrambo Republike Slovenije                                    | 14. december 2000 - 28. februar 2001                                   | 6. vlada                                     |
| Dušan Mikuš                     | Ministrstvo za obrambo Republike Slovenije                                    | 15. junij 2000 - 19. november 2000                                     | 5. vlada                                     |
| Iztok Podbregar                 | Ministrstvo za obrambo Republike Slovenije                                    | 1. marec 2001 - 31. avgust 2001                                        | 6. vlada                                     |
| Bojan Pograjc                   | Ministrstvo za obrambo Republike Slovenije                                    | 15. junij 2000 - 26. november 2000                                     | 5. vlada                                     |
| Marija Ribič                    | Ministrstvo za obrambo Republike Slovenije                                    | 20. marec 1997 - 31. marec 1999                                        | 4. vlada                                     |
| Bojan Šuligoj                   | Ministrstvo za obrambo Republike Slovenije                                    | 1. avgust 1994 - 20. marec 1997                                        | 3. vlada 4. vlada                            |
| Miroslav Terbovc                | Ministrstvo za obrambo Republike Slovenije                                    | 15. april 1999 - 19. november 2000                                     | 4. vlada 5. vlada                            |
| Gorazd Vidrih                   | Ministrstvo za obrambo Republike Slovenije                                    | 15. januar 1994 - 20. marec 1997                                       | 3. vlada 4. vlada                            |
| Boris Žnidarič                  | Ministrstvo za obrambo Republike Slovenije                                    | 1. april 1994 - 2. april 1998                                          | 3. vlada 4. vlada                            |
| Franci Žnidaršič                | Ministrstvo za obrambo Republike Slovenije                                    | 19. februar 1993 - 30. junij 1994                                      | 3. vlada                                     |
| Miroslav Luci                   | Kabinet predsednika Vlade Republike Slovenije                                 | 9. december 2004 - 31. oktober 2005                                    | 8. vlada                                     |
| Vinko Gorenak                   | Kabinet predsednika Vlade Republike Slovenije                                 | 1. november 2005 - 21. november 2008                                   | 8. vlada                                     |
| Anton Rous                      | Kabinet predsednika Vlade Republike Slovenije                                 | 4. december 2004 - 14. oktober 2007                                    | 8. vlada                                     |
| Aleksander Zorn                 | Kabinet predsednika Vlade Republike Slovenije                                 | 4. december 2004 - 21. oktober 2008                                    | 8. vlada                                     |
| Andrej Šircelj                  | Kabinet predsednika Vlade Republike Slovenije                                 | 14. september 2007 - 21. oktober 2008                                  | 8. vlada                                     |
| Matjaž Šinkovec                 | Kabinet predsednika Vlade Republike Slovenije                                 | 14. september 2007 - 16. oktober 2008                                  | 8. vlada                                     |
| Marjan Fekonja                  | Kabinet predsednika Vlade Republike Slovenije                                 | 15. oktober 2007 - 21. oktober 2008                                    | 8. vlada                                     |
| Marcel Koprol                   | Služba Vlade Republike Slovenije za evropske zadeve                           | 15. maj 2005 - 26. januar 2006                                         | 8. vlada                                     |
| Janez Lenarčič                  | Služba Vlade Republike Slovenije za evropske zadeve                           | 24. januar 2002 - 20. avgust 2003 1. maj 2006 - 30. junij 2008         | 7. vlada 8. vlada                            |
| Barbra Borota                   | Služba Vlade Republike Slovenije za evropske zadeve                           | 3. julij 2008 - 17. november 2008                                      | 8. vlada                                     |
| Franc Pukšič                    | Urad Vlade Republike Slovenije za Slovence v zamejstvu in po svetu            | 15. maj 2005 - 30. november 2005                                       | 8. vlada                                     |
| Zorko Pelikan                   | Urad Vlade Republike Slovenije za Slovence v zamejstvu in po svetu            | 1. december 2005 - 30. oktober 2008                                    | 8. vlada                                     |
| Franc Rokavec                   | Služba Vlade Republike Slovenije za lokalno samoupravo in regionalno politiko | 23. december 2004 - 15. marec 2007                                     | 8. vlada                                     |
| Marko Starman                   | Služba Vlade Republike Slovenije za lokalno samoupravo in regionalno politiko | 1. december 2005 - 30. oktober 2008                                    | 8. vlada                                     |
| Andrej Horvat                   | Služba Vlade Republike Slovenije za razvoj                                    | 1. januar 2006 - 27. marec 2006 28. marec 2006 - 4. februar 2007       | 8. vlada                                     |
| Katja Lautar                    | Služba Vlade Republike Slovenije za razvoj                                    | 5. februar 2007 - 20. oktober 2008                                     | 8. vlada                                     |
| Gorazd Perenič                  | Ministrstvo za javno upravo Republike Slovenije                               | 3. december 2004 - 21. julij 2005                                      | 8. vlada                                     |
| Roman Rep                       | Ministrstvo za javno upravo Republike Slovenije                               | 1. avgust 2005 - 30. oktober 2008                                      | 8. vlada                                     |
| Marjeta Cotman                  | Ministrstvo za delo, družino in socialne zadeve Republike Slovenije           | 3. december 2004 - 21. december 2006                                   | 8. vlada                                     |
| Marko Štrovs                    | Ministrstvo za delo, družino in socialne zadeve Republike Slovenije           | 21. december 2006 - 31. januar 2008                                    | 8. vlada                                     |
| Romana Tomc                     | Ministrstvo za delo, družino in socialne zadeve Republike Slovenije           | 24. januar 2008 - 15. oktober 2008                                     | 8. vlada                                     |
| Bogomir Špiletič                | Ministrstvo za finance Republike Slovenije                                    | 3. december 2004 - 9. oktober 2005                                     | 8. vlada                                     |
| Žiga Lavrič                     | Ministrstvo za finance Republike Slovenije                                    | 10. oktober 2005 - 30. oktober 2008                                    | 8. vlada                                     |
| Adrijana Starina Kosem          | Ministrstvo za gospodarstvo Republike Slovenije                               | 3. december 2004 - 31. maj 2007                                        | 8. vlada                                     |
| Tomaž Jeršič                    | Ministrstvo za gospodarstvo Republike Slovenije                               | 31. maj 2007 - 30. oktober 2008                                        | 8. vlada                                     |
| Jelka Pirkovič                  | Ministrstvo za kulturo Republike Slovenije                                    | 3. december 2004 - 30. oktober 2008                                    | 8. vlada                                     |
| Marko Starman                   | Ministrstvo za okolje in prostor Republike Slovenije                          | 3. december 2004 - 15. marec 2007                                      | 8. vlada                                     |
| Mitja Bricelj                   | Ministrstvo za okolje in prostor Republike Slovenije                          | 15. marec 2007 - 30. oktober 2008                                      | 8. vlada                                     |
| Peter Verlič                    | Ministrstvo za promet Republike Slovenije                                     | 3. december 2004 - ? 13. september 2007 - 30. oktober 2008             | 8. vlada                                     |
| Janez Možina                    | Ministrstvo za visoko šolstvo, znanost in tehnologijo Republike Slovenije     | 3. december 2004 - 30. junij 2006                                      | 8. vlada                                     |
| Dušan Lesjak                    | Ministrstvo za visoko šolstvo, znanost in tehnologijo Republike Slovenije     | 1. julij 2006 - ? 4. oktober 2007 - ?                                  | 8. vlada                                     |
| Magdalena Šverc                 | Ministrstvo za šolstvo in šport Republike Slovenije                           | 3. december 2004 - 30. oktober 2008                                    | 8. vlada                                     |
| Dorijan Marušič                 | Ministrstvo za zdravje Republike Slovenije                                    | 3. december 2004 - ?                                                   | 8. vlada                                     |
| Darko Žiberna                   | Ministrstvo za zdravje Republike Slovenije                                    | 15. oktober 2007 - 31. oktober 2008                                    | 8. vlada                                     |
| Božo Cerar                      | Ministrstvo za zunanje zadeve Republike Slovenije                             | 3. december 2004 - 30. november 2006                                   | 8. vlada                                     |
| Andrej Šter                     | Ministrstvo za zunanje zadeve Republike Slovenije                             | 1. december 2006 - 30. oktober 2008                                    | 8. vlada                                     |
| Vinko Gorenak                   | Ministrstvo za notranje zadeve Republike Slovenije                            | 3. december 2004 - 31. oktober 2005                                    | 8. vlada                                     |
| Zvonko Zinrajh                  | Ministrstvo za notranje zadeve Republike Slovenije                            | 1. november 2005 - 15. oktober 2008                                    | 8. vlada                                     |
| Franci Žnidaršič                | Ministrstvo za obrambo Republike Slovenije                                    | 3. december 2004 - 30. oktober 2008                                    | 8. vlada                                     |
| Robert Marolt                   | Ministrstvo za pravosodje Republike Slovenije                                 | 9. december 2004 - 30. oktober 2008                                    | 8. vlada                                     |
| Franc But                       | Ministrstvo za kmetijstvo, gozdarstvo in prehrano Republike Slovenije         | 9. december 2004 - 31. avgust 2006                                     | 8. vlada                                     |
| Gvido Mravljak                  | Ministrstvo za kmetijstvo, gozdarstvo in prehrano Republike Slovenije         | 1. september 2006 - ? 7. marec 2007 - 15. april 2007                   | 8. vlada                                     |
| Branka Tome                     | Ministrstvo za kmetijstvo, gozdarstvo in prehrano Republike Slovenije         | 16. april 2007 - 30. oktober 2008                                      | 8. vlada                                     |
| Nataša Kovač                    | Kabinet predsednika Vlade Republike Slovenije                                 | 22. november 2008 - danes                                              | 9. vlada                                     |
| Miloš Pavlica                   | Kabinet predsednika Vlade Republike Slovenije                                 | 22. november 2008 - danes                                              | 9. vlada                                     |
| Rado Genorio                    | Kabinet predsednika Vlade Republike Slovenije                                 | 22. november 2008 - danes                                              | 9. vlada                                     |
| Anton Žunič                     | Kabinet predsednika Vlade Republike Slovenije                                 | 24. december 2008 - 29. januar 2009                                    | 9. vlada                                     |
| Andrej Horvat                   | Kabinet predsednika Vlade Republike Slovenije                                 | 12. oktober 2009 - danes                                               | 9. vlada                                     |
| Andreja Jerina                  | Služba Vlade Republike Slovenije za evropske zadeve                           | 22. november 2008 - danes                                              | 9. vlada                                     |
| Boris Jesih                     | Urad Vlade Republike Slovenije za Slovence v zamejstvu in po svetu            | 22. november 2008 - danes                                              | 9. vlada                                     |
| Meta Vesel Valentinčič          | Služba Vlade Republike Slovenije za lokalno samoupravo in regionalno politiko | 27. november 2008 - ? 29. oktober 2009 - 31. december 2009             | 9. vlada                                     |
| Duša Trobec Bučan               | Služba Vlade Republike Slovenije za lokalno samoupravo in regionalno politiko | 1. januar 2010 - 11. januar 2011                                       | 9. vlada                                     |
| Branko Lobnikar                 | Ministrstvo za javno upravo Republike Slovenije                               | 22. november 2008 - 30. september 2009                                 | 9. vlada                                     |
| Tina Teržan                     | Ministrstvo za javno upravo Republike Slovenije                               | 1. oktober 2009 - danes                                                | 9. vlada                                     |
| Anja Kopač Mrak                 | Ministrstvo za delo, družino in socialne zadeve Republike Slovenije           | 27. november 2008 - danes                                              | 9. vlada                                     |
| Helena Kamnar                   | Ministrstvo za finance Republike Slovenije                                    | 22. november 2008 - 15. april 2010                                     | 9. vlada                                     |
| Mateja Vraničar                 | Ministrstvo za finance Republike Slovenije                                    | 16. april 2010 - danes                                                 | 9. vlada                                     |
| Darja Radić                     | Ministrstvo za finance Republike Slovenije                                    | 22. november 2008 - 16. julij 2010                                     | 9. vlada                                     |
| Stojan Pelko                    | Ministrstvo za kulturo Republike Slovenije                                    | 22. november 2008 - danes                                              | 9. vlada                                     |
| Zoran Kus                       | Ministrstvo za okolje in prostor Republike Slovenije                          | 27. november 2008 - ? 18. februar 2010 - danes                         | 9. vlada                                     |
| Igor Jakomin                    | Ministrstvo za promet Republike Slovenije                                     | 22. november 2008 - 2011                                               | 9. vlada                                     |
| Jozsef Gyorkos                  | Ministrstvo za visoko šolstvo, znanost in tehnologijo Republike Slovenije     | 22. november 2008 - danes                                              | 9. vlada                                     |
| Alenka Kovšca                   | Ministrstvo za šolstvo in šport Republike Slovenije                           | 22. november 2008 - danes                                              | 9. vlada                                     |
| Slavko Ziherl                   | Ministrstvo za zdravje Republike Slovenije                                    | 22. november 2008 - 18. december 2008                                  | 9. vlada                                     |
| Ivan Eržen                      | Ministrstvo za zdravje Republike Slovenije                                    | 18. december 2008 - ? 15. april 2010 - ?                               | 9. vlada                                     |
| Dragoljuba Benčina              | Ministrstvo za zunanje zadeve Republike Slovenije                             | 27. november 2008 - danes                                              | 9. vlada                                     |
| Goran Klemenčič                 | Ministrstvo za notranje zadeve Republike Slovenije                            | 22. november 2008 - 1. junij 2010                                      | 9. vlada                                     |
| Damjan Lah                      | Ministrstvo za notranje zadeve Republike Slovenije                            | 4. junij 2010 - danes                                                  | 9. vlada                                     |
| Uroš Krek                       | Ministrstvo za obrambo Republike Slovenije                                    | 27. november 2008 - 13. januar 2011                                    | 9. vlada                                     |
| Boris Balant                    | Ministrstvo za obrambo Republike Slovenije                                    | 13. januar 2011 - danes                                                | 9. vlada                                     |
| Boštjan Škrlec                  | Ministrstvo za pravosodje Republike Slovenije                                 | 22. november 2008 - danes                                              | 9. vlada                                     |
| Sonja Bukovec                   | Ministrstvo za kmetijstvo, gozdarstvo in prehrano Republike Slovenije         | 22. november 2008 - ?                                                  | 9. vlada                                     |
| Tanja Strniša                   | Ministrstvo za kmetijstvo, gozdarstvo in prehrano Republike Slovenije         | 14. maj 2010 - danes                                                   | 9. vlada                                     |